# 성수동
성수동(聖水洞)은 대한민국 서울특별시 성동구의 동으로, 법정동은 성수동1가, 성수동2가이고, 행정동은 성수1가제1동, 성수1가제2동, 성수2가제1동, 성수2가제3동으로 나뉘어 있다.

## 개요
성수동은 한강과 중랑천이 접하고 있는 소규모 공장이 밀집된 준 공업지역과 아파트 및 주택이 혼합된 일반주거지역으로, 뚝섬 서울숲 개장과 더불어 전철 분당선 연결공사 개통과 서울숲 상업용지 개발이 완료되면 시민휴식 공간이 확보된 교통의 요충지로 발전이 예상되는 지역이다. 성수라는 동명은 옛날 ‘성덕정’이란 정자와 ‘뚝도수원지’가 있던 곳이라 하여 각각 첫머리를 따서 성수라 했다는 설과 한강을 낀 물가 마을로 한강물을 식수로 사용하는 깨끗하고 고마운 물이라는 뜻으로서 성수라는 동명이 붙었다는 설이 있다.

## 역사
- 1894년 갑오개혁으로 남서(南署) 두모방 전관1, 2계 전관동이 되었다.
- 1911년 4월 1일 경기도령 제3호로 경성부를 나눌때 경기도 경성부 두모면 뚝도1계(성수동2가),뚝도2계(성수동1가)가 되었다.
- 1914년 4월 1일 경기도고시 제7호로 경기도 고양군 뚝도면 서뚝도리(성수동1가) 동뚝도리(성수동2가)가 되었다.
- 1949년 서울특별시 성동구에 편입되었다.
- 1950년 3월 15일 서울특별시 조례 제10호에 의해 서뚝도리를 성수동1가, 동뚝도리를 성수동2가로 나누었다.
- 1953년 3월 각각 성수1가동회, 성수2가동회를 설치했다.
- 1955년 4월 18일 행정동의 설치에 따라 각각 행정동 성수1가동, 성수2가동이 되었다.
- 1973년 7월 1일 서울특별시 조례 제784호로 현재의 동일로를 기준으로 행정동 성수2가동을 서쪽은 성수2가제1동, 동쪽은 성수2가제2동(현재의 자양4동)으로 나누었다.
- 1977년 9월 1일 서울특별시 조례 제1181호로 행정동 성수2가제1동에서 성수2가제3동을 나누었다.
- 1985년 9월 1일 행정동 성수1가동을 성수1가제1동, 성수1가제2동으로 나누었다. 이때 성수2가제2동에서 제4동을 만들었다.
- 1995년 3월 1일 광진구의 분구로 행정동인 성수2가제2동, 성수2가제4동을 관할로 법정동 노유동(현 자양4동)을 설치, 광진구에 편입시켰다. 이후 성수2가제2동은 노유1동이, 성수2가제4동은 노유2동이 되었다.

## 법정동
- 성수동1가
- 성수동2가

## 교육
- 서울경동초등학교
- 서울경수초등학교
- 서울경일초등학교
- 서울성수초등학교
- 경수중학교
- 경일중학교
- 성수중학교
- 성원중학교
- 경일고등학교
- 성수고등학교
- 성수공업고등학교(2025년 2월 29일 폐교)

## 교통
- ● 서울 지하철 2호선
  - 뚝섬역 - 성수역
- ● 수도권 전철 수인·분당선
  - 서울숲역

## 같이 보기
- 대한민국의 행정 구역